# 龍啓
龍啓（りゅうけい）は、五代十国時代の十国のひとつ閩において、王延鈞の治世で用いられた元号。933年 - 934年。

## 西暦・干支との対照表
| 龍啓 | 元年  | 2年   |
| 西暦 | 933年 | 934年 |
| 干支 | 癸巳  | 甲午  |

| 前の元号 長興（後唐） | 中国の元号 閩（五代十国時代） | 次の元号 永和 |